# Cleland (North Lanarkshire)
Pour les articles homonymes, voir Cleland.
Cleland est une ville du North Lanarkshire en Écosse.
Sa population était d'environ 3 000 habitants en 2012.